# 1164

## Събития
- Анри I, граф на Шампан, се жени за Мария Френска

## Родени
- 16 юли – Фридрих V, херцог на Швабия († 1170 г.)

## Починали
- 20 април – Виктор IV, антипапа към папа Александър III (* 1095 г.)
- 6 юли – Адолф II, граф на Шауенбург, Холщайн и Щормарн (1130 – 1164) и основател на Любек (* 1128 г.)
- 31 декември – Отокар III, маркграф на Щирия (* ок. 1125 г.)